# El camino de Varennes
El camino de Varennes, novela del escritor francés Alejandro Dumas padre, publicada inicialmente por entregas en el diario Le Monte-Cristo en 1858 y como libro en 1860 por la editorial francesa Michel Levy-Freres.
Es un libro de investigación histórica, donde Dumas nos presenta pormenores de la famosa huida de Luis XVI, de todos los fallos cometidos por la familia real, de cómo fueron identificados en la población de Varennes, de su captura, y posterior regreso a París como prisioneros de la Asamblea. 
Esta fallida huida vino a sellar el destino de los monarcas y se ofrece en este libro como una investigación histórica de los hechos, no de la forma novelesca que ya lo había escrito el propio Dumas en La condesa de Charny.

## Marco histórico

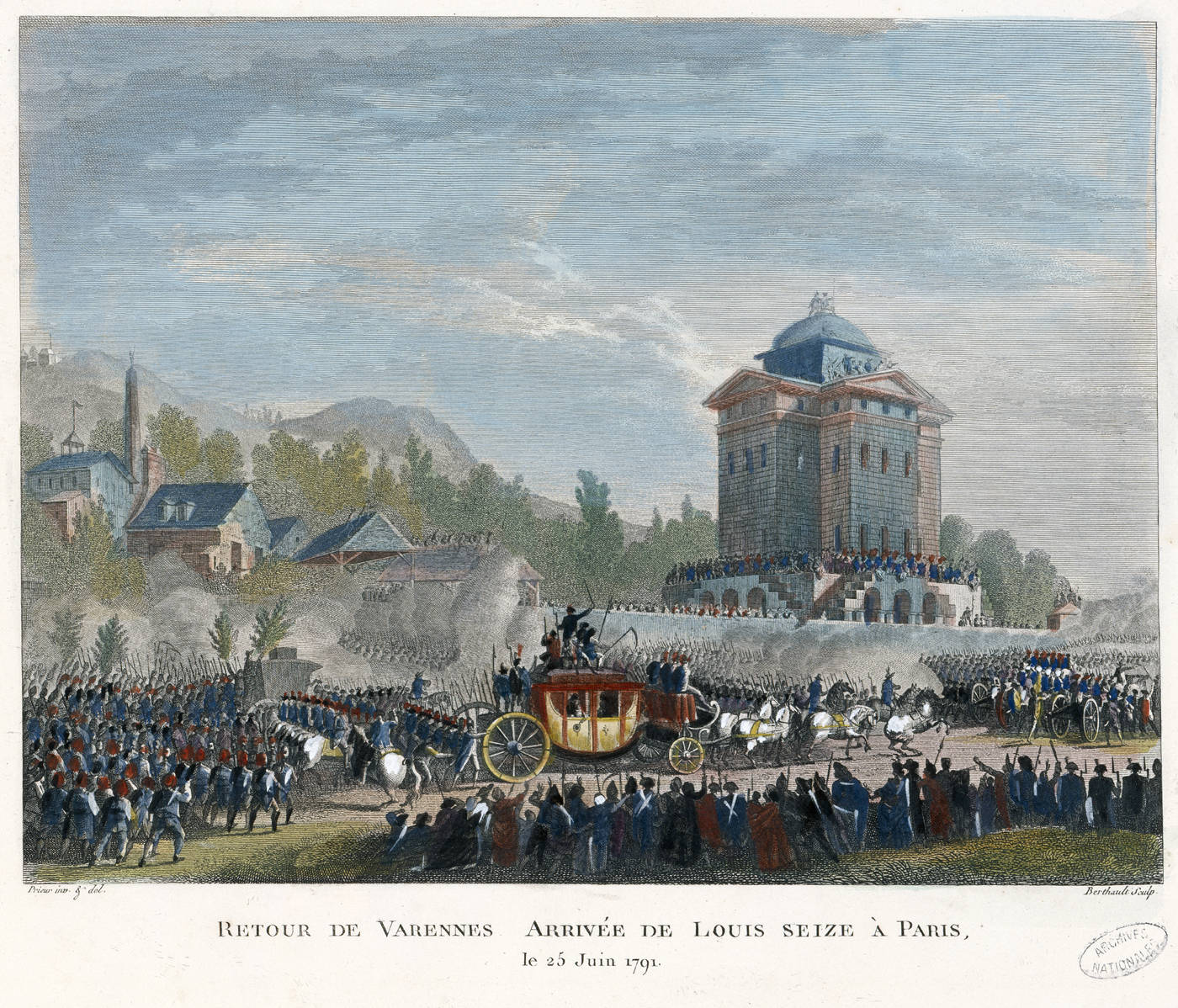
Traslado de Luis XVI y su familia de regreso a París.

El 14 de julio de 1790 se instauró en Francia la nación como entidad soberana por encima del individuo y del poder personal. El monarca Luis XVI se vio obligado a jurar fidelidad a la nación y a esa ley; pero solo de forma fingida, para ganar tiempo. Sabía que la familia real vivía prácticamente recluida en el palacio real de las Tullerias y que todos sus movimientos eran vigilados. Al mismo tiempo, la reina María Antonieta, intrigaba en secreto con las monarquías europeas para obtener ayuda y apoyo en su posible fuga.
Así, a mediado de 1791 unos 20 000 monárquicos se concentraron junto a la frontera de Francia en espera de una señal para invadir y recuperar el poder perdido con la revolución. Entretanto, Luis XVI había conseguido un pasaporte ruso falso y en la noche del 20 de junio de 1791, huyó con su familia, disfrazados todos, a través de la única puerta menos vigilada del palacio. Allí lo esperaba un pesado carruaje, que los condujo en dirección a la frontera. En el poblado de Varennes fueron reconocidos e interceptados por los fieles a la revolución.